# Shanzidou

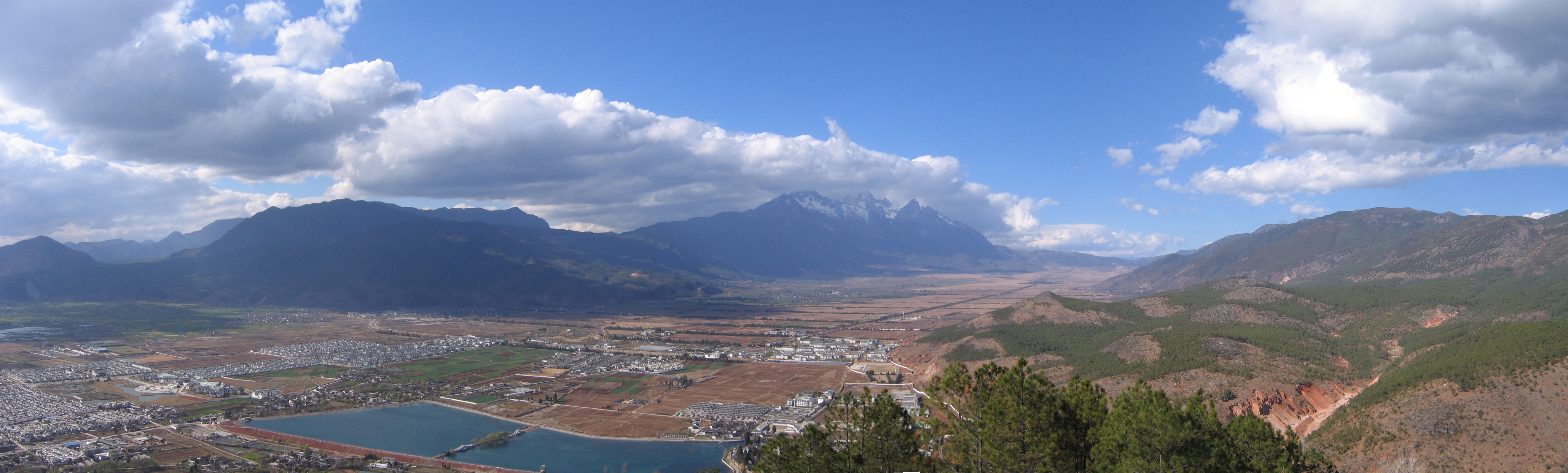
Panorama: Lijiang e maciço

Montanha de Neve Dragão de Jade é um pequeno maciço de 13 picos perto de Lijiang, em Iunã, província do sudoeste da China. O pico mais alto é o Shanzidou (5'596 m ou 18'359 pés). O panorama do maciço do jardim no Lago do Dragão Preto (Heilong Tan) em Lijiang tem a fama de ser um dos panoramas mais lindos da China. Um dos lados da montanha forma um lado da Garganta do Pulo do Tigre (Hutiao Xia). A montanha só está 15 km a norte da cidade de Lijiang. É a geleira (glaciar) que está mais perto da linha do Equador na Ásia continental.

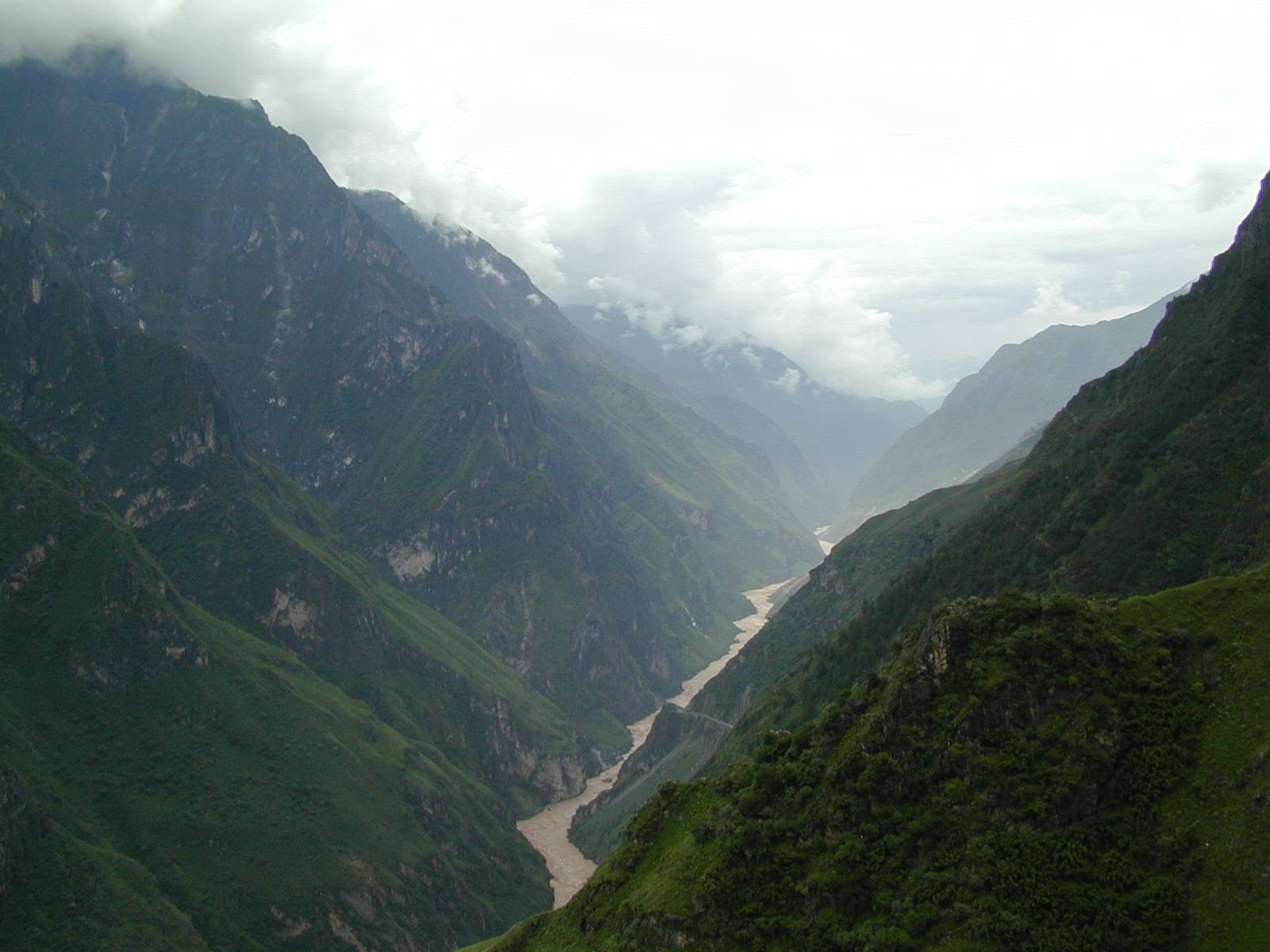
Yulong Xueshan a encosta a esquerda, subindo da Garganta do Pulo do Tigre (Rio Yangtzé)

Shanzidou só foi escalado uma vez, no 8 de maio de 1987, por uma expedição americana. O time do cume incluiu: Phil Peralta-Ramos e Eric Perlman. Eles escalaram gargantas com neve e paredes calcárias, e encontraram perigo alto de avalanche e poucas oportunidades de se proteger. Eles classificaram a dificuldade técnica máxima da rocha no Sistema "Yosemite Decimal" (YDS) 5.7.
A vila da Água de Jade está ao pé da montanha. Existe um teleférico de Ganhaizi (Lago Seco, uma pastagem) até ao fim da geleira no marco dos 4506 m.
Os Três Rios Paralelos das Áreas Protegidas de Iunã (Iansequião, Mecão e Rio Salween) foram declarados Património Mundial em 2003. 